# Ілір Краснічі
Ілір Краснічі (алб. Ilir Krasniqi; нар. 2 квітня 2000, Бохольт, Німеччина) — косовський футболіст, опорний півзахисник ковалівського «Колосу».

## Клубна кар'єра
Вихованець «Фуше-Косова», з 2020 по 2021 рік виступав за молодіжну команду КЕК.
23 грудня 2020 року підписав 5-річний контракт з «Ллапі», де отримав футболку з 21-м ігровим номером. 7 липня 2022 року дебютував у футболці клубу в Лізі Конференцій УЄФА, в програному (0:2) виїзному поєдинку 1-го кваліфікаційного раунду проти чорногорської «Будучності». Ілір вийшов на поле в стартовому складі та відіграв увесь матч. Загалом у складі «Ллапі» зіграв 6 матчів у єврокубках (4 - у Лізі конференцій та 2 — у Лізі Європи).
6 вересня 2024 року підписав 2-річний контракт з «Колосом». За даними інтернет-порталу Transfermarkt сума відступних склала 300 000 євро.

## Кар'єра в збірній
З 2018 по 2022 рік виступав за юнацькі та молодіжні збірні Косово, відповідно, у складі команд U-19 і U-21, за які зіграв сім матчів. 30 травня 2022 року отримав виклик до головної команди на тренувальний збір перед матчами Ліги націй УЄФА 2022/23 проти Кіпру, Греції та Північної Ірландії, але не потрапив до остаточного списку.
16 вересня 2022 року знову отримав виклик від Косово на матчі Ліги націй УЄФА 2022/23 проти Північної Ірландії та Кіпру. Дебютував за Косово через одинадцять днів після виклику на матч Ліги націй УЄФА 2022/23 проти Кіпру, в якому вийшов на заміну на 89-й хвилині замість Флорана Хадергьоная.

## Статистика виступів

### У збірній
| Дата       | Місто    | Господарі | Результат | Гості    | Турнір                                | Голи | Примітки |
| ---------- | -------- | --------- | --------- | -------- | ------------------------------------- | ---- | -------- |
| 27-9-2022  | Приштина | Косово    | 5 – 1     | Кіпр     | Ліга націй УЄФА 2022-2023 - 1-й раунд | -    | 89'      |
| 16-11-2022 | Приштина | Косово    | 2 – 2     | Вірменія | товариський матч                      | -    | 45'      |
| 12-11-2023 | Приштина | Косово    | 1 – 0     | Ізраїль  | Відбір до ЧЄ 2024                     | -    | 88'      |
| 18-11-2023 | Базель   | Швейцарія | 1 – 1     | Косово   | Відбір до ЧЄ 2024                     | -    |          |
| 21-11-2023 | Приштина | Косово    | 0 – 1     | Білорусь | Відбір до ЧЄ 2024                     | -    |          |
| 22-3-2024  | Єреван   | Вірменія  | 0 – 1     | Косово   | товариський матч                      | -    | 84'      |
| 5-6-2024   | Осло     | Норвегія  | 3 – 0     | Косово   | товариський матч                      | -    | 78'      |
| 9-9-2024   | Ларнака  | Кіпр      | 0 – 4     | Косово   | Ліга націй УЄФА 2024-2025 - 1-й раунд | -    | 70'      |
| Усього     |          | Матчів    | 8         |          | Голів                                 | 0    |          |

## Досягнення
«Ллапі»
- Кубок Косова
  -  Володар (2): 2020/21, 2021/22

- Суперкубок Косова
  -  Володар (1): 2021